# Berufsfeuerwehr Basel

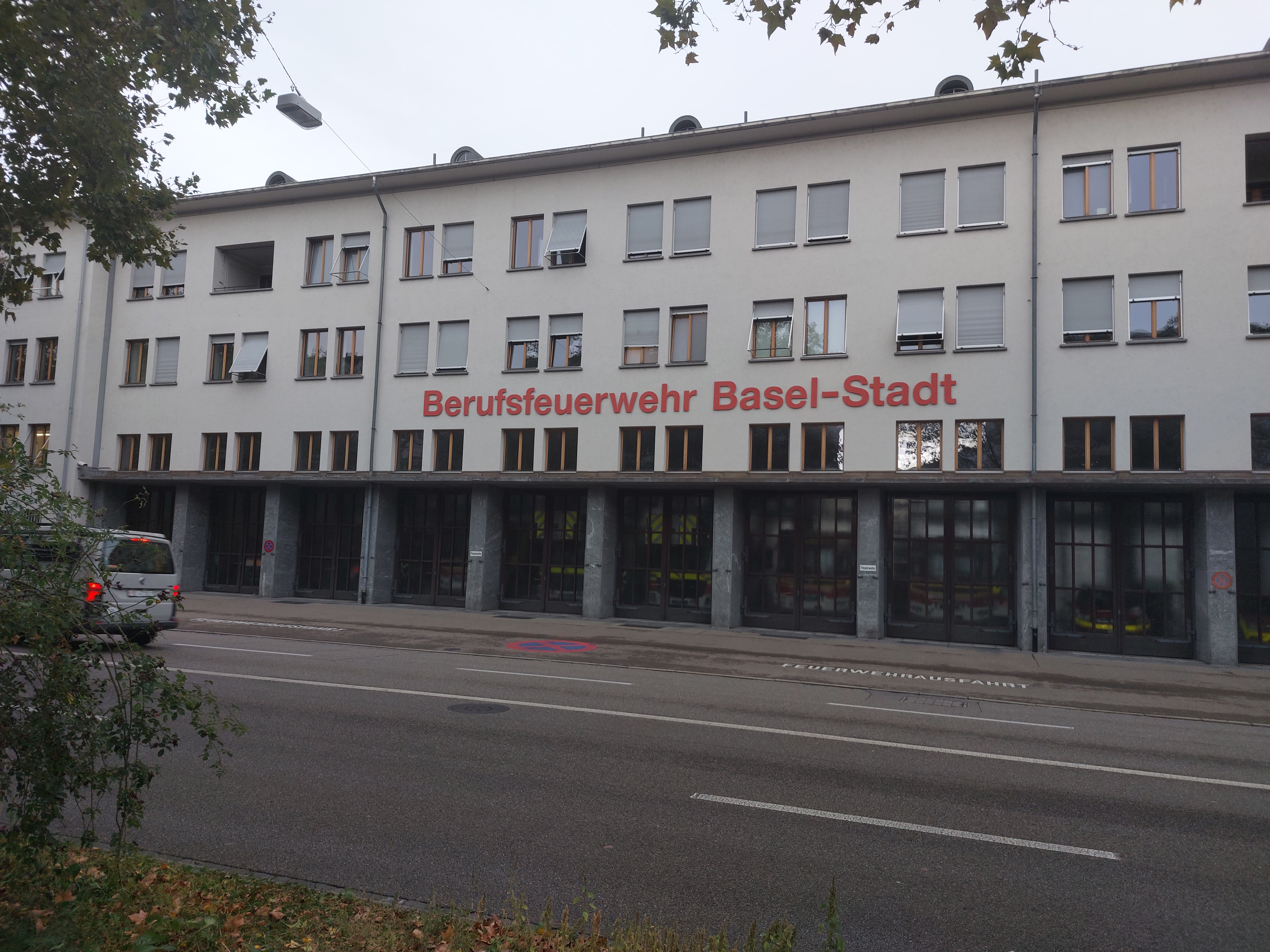
Wache der Berufsfeuerwehr Basel Im Schützengraben. Das Gebäude wurde 1943 errichtet.

Die Berufsfeuerwehr Basel ist eine Feuerwehr des Kantons Basel in der Schweiz. Sie untersteht dem Justiz- und Sicherheitsdepartement des Kantons und ist Teil des Bereichs Rettung-Basel Stadt.
Die Berufsfeuerwehr besitzt einen Lösch- und Rettungszug mit einer Schichtstärke von 22 Mann. Bei ihr sind circa 100 Feuerwehrmänner und -frauen angestellt. Neben der Berufsfeuerwehr gibt es eine Pflichtfeuerwehr mit einer Stärke von 110 Mitgliedern, welche sie im Einsatzfall unterstützt oder auch ablöst. Neben der Berufs- und der Pflichtfeuerwehr gibt es Betriebsfeuerwehren. Der medizinische Rettungsdienst ist nicht Teil des Aufgabenspektrums der Berufsfeuerwehr und wird durch die Sanität Basel wahrgenommen. Diese beschäftigt circa 150 Mitarbeiter und untersteht ebenfalls dem Bereich Rettung-Basel Stadt des Justiz- und Sicherheitsdepartments.
Das Haupteinsatzgebiet der Berufsfeuerwehr erstreckt sich über die Gemeinden Basel, Riehen und Bettingen, also den gesamten Kanton. Auch Gemeinden des Kantons Basel-Landschaft werden mitversorgt, nämlich Allschwil, Schönenbuch, Oberwil, Binningen, Bottmingen und Münchenstein mit einer Einwohnerzahl von insgesamt 270'000 Personen.
Seit 1957 betreibt die Rettung-Basel Stadt das Schweizerische Feuerwehrmuseum Basel, das die Geschichte des Feuerwehrwesens der Stadt seit dem 13. Jahrhundert darstellt.

## Geschichte
Die Geschichte der Basler Feuerwehr lässt sich bis 1411 zurückverfolgen. Zuerst übernahmen die Zünfte, dann das Militär die Aufgaben einer Feuerwehr. 1845 wurde ein selbständiges «Pompierskorps» gebildet.

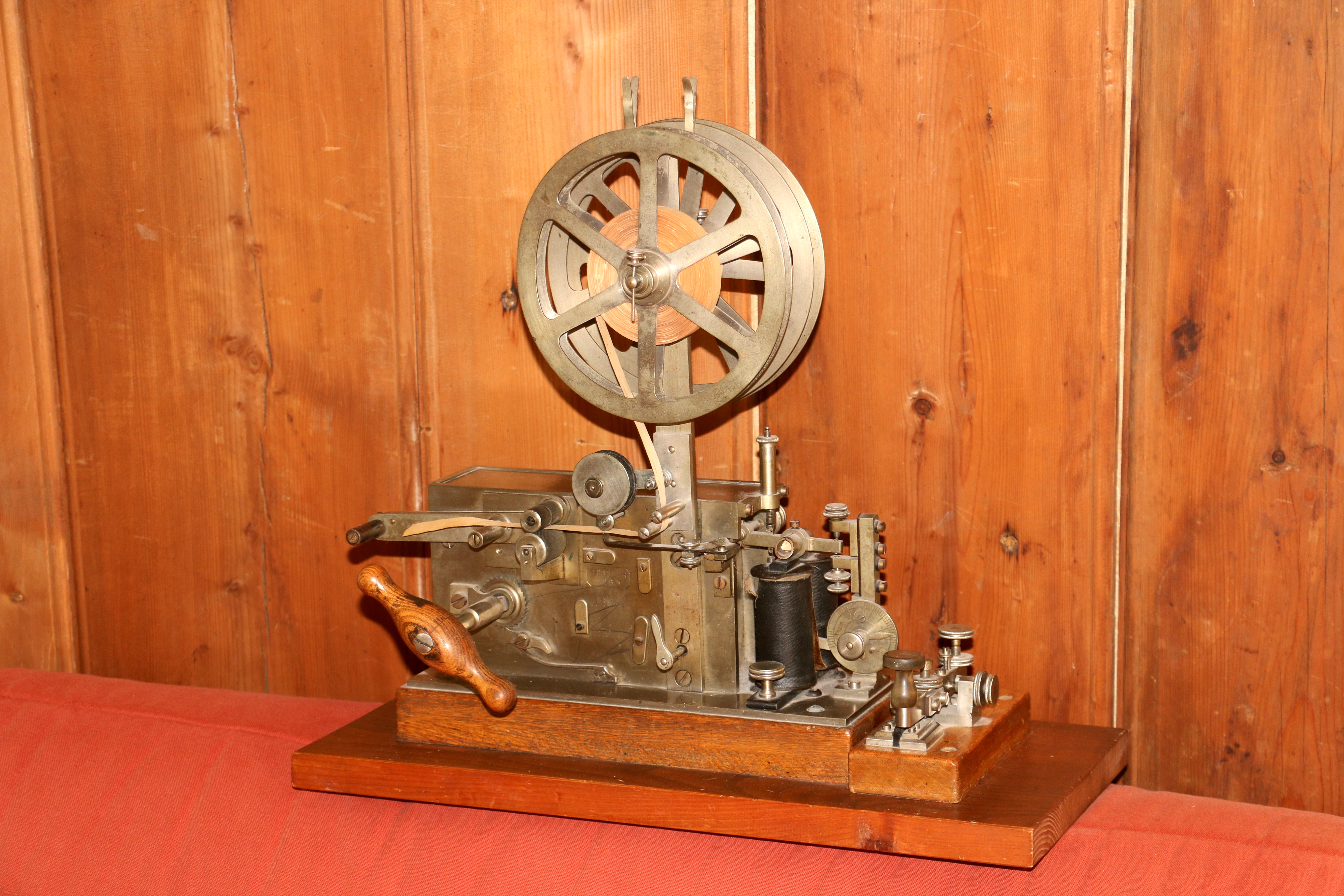
Mit einem Telegraphen wurden in den ersten Jahren Feuerbeobachtungen vom Turm des Münsters an die Pompierskorps weitergeleitet

1871 wurde eine Telegraphenleitung von der Turmbläserstube auf dem St. Georgsturm des Basler Münsters zur Wache der Pompiers an der Brotlaube (Stadthausgasse 1), zum Hauptpolizeiposten Lohnhof und St. Clara und zum Büro der Wasserversorgungsanstalt verlegt. Den Unterhalt der Anlage übernahm der Stadtuhrmacher. Das Telegraphennetz wurde 1874 von der Firma Hipp in Neuenburg erweitert. Unter anderen wurden Pferdehalter mit Alarmstationen ausgerüstet. 1880 wurde eine Telefonverbindung zwischen dem Kirchturm und der Pompierswache eingerichtet. Am 1. August 1881 wurde ein Telefonnetz mit zuerst 55 Teilnehmern in Betrieb genommen. Nachdem sich das Telefon durchgesetzt hatte, wurde das Telegraphensystem Ende 1881 abgeschaltet.
Auslöser für die Gründung einer Berufsfeuerwehr war der Theaterbrand in Wien am 8. Dezember 1881, der 400 Menschenleben forderte. Am 7. März 1882 wurde eine ständige Feuerwache mit einem Tag- und Nachtdienst eingerichtet. Am 1. April 1882 traten die ersten sieben Berufsfeuerwehrleute ihren Dienst in der Pompierswache an der Brotlaube an. Der Betrieb war zuerst auf ein Jahr befristet. Danach genehmigte der Regierungsrat die erste Berufsfeuerwehr der Schweiz.
Zu deren Aufgaben gehörte in den ersten Jahren nicht die Brandbekämpfung. Die Berufsfeuerwehrmänner übernahmen die Besetzung des St. Georgsturms und die Kontrolle über die Pompierswache. Sie alarmierten die Pompierskorps und kümmerten sich um die Reparatur und Bereitstellung der Gerätschaften der Freiwilligen Feuerwehr. Die Feuerwehrleute hatten Zehnstundenschichten und waren eher eine Brandmelde- und Alarmierungszentrale.
Ab 1884 übernahmen sie auch Aufgaben am Einsatzort, nachdem die Wache auf dem St. Georgsturm am 20. Oktober 1894 abgeschafft worden war. In diesem Jahr gab es bereits 2'000 Telefonapparate im Stadtgebiet. Die Pompiers konnten ab 1886 über 43 Apparate alarmiert werden, welche zu Gruppen zusammengeschaltet worden waren. Damit war eine gleichzeitige Alarmierung der Offiziere und Unteroffiziere der Pompiers gewährleistet.
1903 zog die Berufsfeuerwehr in ein neues Depot, den Lützelhof, um. Das Gebäude war auf die Bedürfnisse einer Berufsfeuerwehr zugeschnitten und hatte einen Übungsturm sowie eine Schlauchwasch- und -trocknungsanlage. Auch Werkstätten, Schlaf-, Ruhe- und Verwaltungsräume existierten.
1905 wurde das erste Motorfahrzeug, ein Elektromotorwagen mit einer Nutzlast von 1,8 Tonnen, in Betrieb genommen. Es handelte sich dabei um einen Mannschafts- und Gerätewagen mit aufgepacktem Lösch- und Rettungsmaterial. Im gleichen Jahr wurde eine Automobil-Feuerspritze angeschafft. 1909 wurde ein Elektroautomobil mit Balance-Drehleiter angeschafft.
1926 wurden die ersten Benzinfahrzeuge angeschafft und 1939 ein Feuerlöschboot.

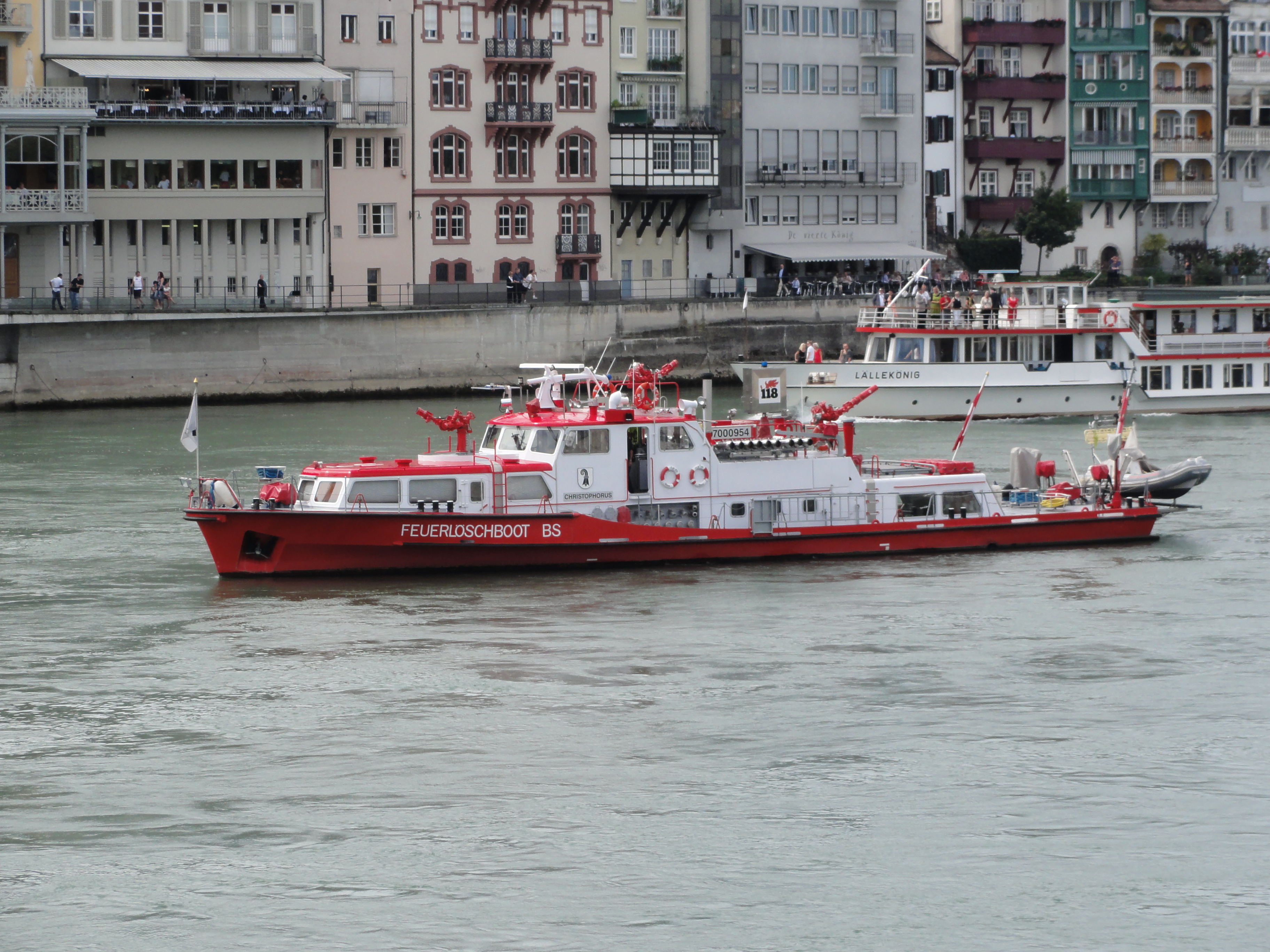
Feuerlöschboot Christophorus von 1972

Von 1939 bis 1943 wurden die neuen Gebäude der ständigen Feuerwache am Schützengraben / Kornhausgasse 18 errichtet. 1943 wurden die Fahrzeuge der Berufsfeuerwehr mit UKW-Funkanlagen ausgerüstet. 1948 konnte über die Funkanlagen auch in das öffentliche Telefonnetz telefoniert werden.
Am 13. Februar 2023 wurde im Feuerwehrdepot Kornhausgasse 18 die neue Einsatzzentrale der Rettung-Basel Stadt in Betrieb genommen. Sie fragt den Notruf 118 der Feuerwehr und den Notruf 144 der Sanität ab. Die Zentrale koordiniert auch den Rettungsdienst (Sanität) des Kantons Basel-Landschaft und in Teilen des Kantons Solothurn. Die Einsatzzentrale beschäftigt 32 Mitarbeitende.